# Iceland (filme)
Iceland é um filme musical estadunidense dirigido por H. Bruce Humberstone e estrelado por Sonja Henie e John Payne. Foi lançado em 12 de agosto de 1942 pela Twentieth Century-Fox.

## Elenco
- Sonja Henie como Katina Jonsdottir
- John Payne como Capitão James Murfin
- Jack Oakie como Slip Riggs
- Felix Bressart como Papa Jonsdottir
- Sterling Holloway como Sverdrup Svenssen
- Osa Massen como Helga Jonsdottir
- Joan Merrill como Adele Wynn
- Fritz Feld como Herr Tegnar
- Sammy Kaye e sua orquestra como eles mesmos
- Louis Adlon como Valtyr Olafson (creditado como Duke Adlon)